# Lam Badeuk
Lam Badeuk is een bestuurslaag in het regentschap Aceh Besar van de provincie Atjeh, Indonesië. Lam Badeuk telt 231 inwoners (volkstelling 2010).